# Дензјер
Дензјер (фр. Denezières) насеље је и општина у источној Француској у региону Франш-Конте, у департману Јура која припада префектури Сен Клод.
По подацима из 2011. године у општини је живело 84 становника, а густина насељености је износила 13,1 становника/km². Општина се простире на површини од 6,41 km². Налази се на средњој надморској висини од 630 метара (максималној 673 m, а минималној 519 m).

## Демографија
| 1962. | 1968. | 1975. | 1982. | 1990. | 1999. | 2011. |
| ----- | ----- | ----- | ----- | ----- | ----- | ----- |
| 65    | 88    | 68    | 93    | 89    | 78    | 84    |

График промене броја становника у току последњих година